# ForeFront Records
 ForeFront Records 
Es un sello de música cristiana fundada en 1987 por Dan R. Brock, Eddie DeGarmo, Dana key, y Ron W. Griffin mismo año en que se fundaba la primera discográfica cristiana latina.  Fue comprada por EMI en 1996 de los actuales propietarios Dan R. Brock y Eddie DeGarmo y ahora parte de la EMI Music Christian Group.

## Artistas
- Actual
- Abandon
- TobyMac
- Rebecca St. James

## Artistas anteriores
- Audio Adrenaline (Retirado)
- Michael Anderson
- La puerta de Benjamín (disuelto)
- Big Tent Revival (disuelto)
- Bleach (Suprimida)
- Clear (Suprimida)
- Código de Ética (activo, en el sello Razzbarry)
- Teniendo en cuenta Lily (Inactivo)
- DeGarmo and Key (Inactivo)
- dc Talk (hiato)
- Dizmas (en pausa)
- Eddie DeGarmo (Inactivo)
- Eli
- ETW (Inactivo)
- Mark Farner (Activo)
- Grammatrain (Reunited)
- Guardian (activo)
- Holy Soldier (Activo)
- Larry Howard
- Iona (activo, en el sello Open Sky)
- Karthi
- Kevin Max (activo, en el sello Infinity)
- Dana Key (Inactivo)
- IROCC Lil (activo, con los expedientes de Jus Rock)
- Geoff Moore (activo, con Rocketown Records)
- Las normales (disuelto)
- PAX217 (disuelto)
- Philmont (disuelto)
- Raze (disuelto después de miembro se declaró culpable de delitos sexuales contra un menor)
- Soul satélite (activo, en el sello Underdog)
- Serena y Perla (nombre cambiado a considerar Lily, actualmente inactivo)
- Siete días de Jesús (disuelto)
- Peter Shambrook
- Skillet (activo, en Ardent Records / INO Records / Atlantic Records)
- Smalltown Poets (hiato)
- Pete Stewart (Activo)
- Steve Wiggins
- Stacie Orrico (inactivo, la búsqueda de la etiqueta)
- TAIT (hiato)
- This Beautiful Republic (disuelto)

## Trivia
En 1998, publicó un ForeFront 2-CD recopilatorio para celebrar su 10 º aniversario. El álbum fue titulado Forefront Records: Diez, el álbum de cumpleaños y canciones que aparecen en varios de sus artistas en el momento. Algunas de las canciones son versiones nuevas de canciones viejas realizado por bandas nuevas (por ejemplo, de siete días Jesús toca una versión del éxito de Audio Adrenaline "Casa Grande"). 